# Mouvement (mécanique)
Pour les articles homonymes, voir Mouvement.
 (février 2013).

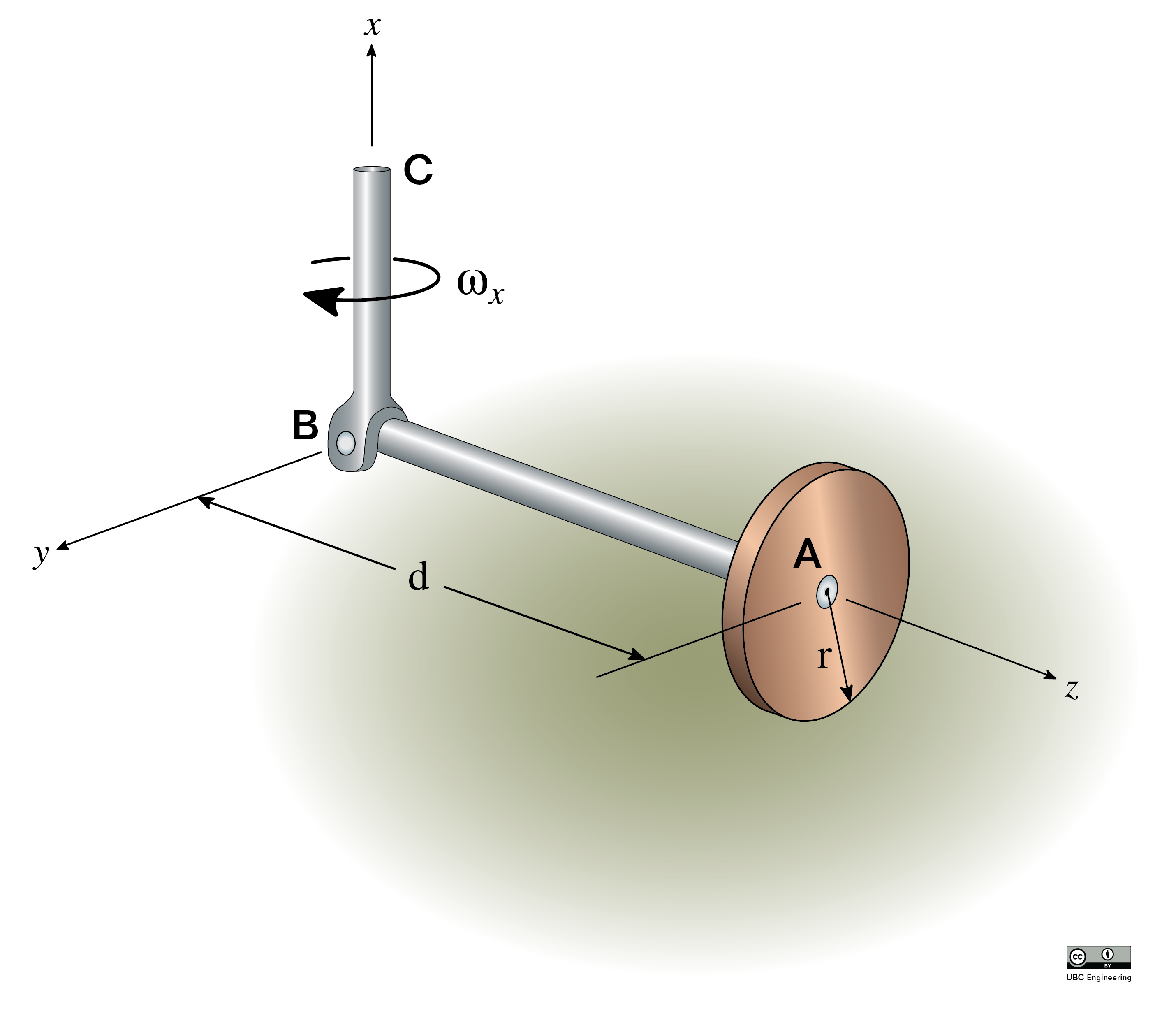
Représentation 3D d'un disque tournant autour d'un arbre mécanique.

Un mouvement, dans le domaine de la mécanique (physique), est le déplacement d'un corps par rapport à un point fixe de l'espace nommé référentiel et à un moment déterminé. Le mouvement est plus spécifiquement l'objet de la cinématique et de la dynamique.
On caractérise un mouvement par sa trajectoire et l'évolution de sa vitesse par exemple :
- le mouvement circulaire uniforme : mouvement d'un point ou de tous les points matériels qui décrit un cercle avec une vitesse constante.

## Mouvement absolu et relatif
En physique newtonienne, on distingue :
- le mouvement absolu : mouvement d'un corps considéré par rapport au référentiel absolu qui est « fixe ».
- le mouvement relatif : mouvement d'un corps considéré par rapport à un autre référentiel quelconque (qui n'est pas une simple translation du référentiel absolu), qui n'est pas « fixe ».

Toutefois cette distinction n'est plus valable, principalement depuis qu'Henri Poincaré a souligné l'inutilité de cette notion de référentiel absolu (dans son livre La Science et l'Hypothèse) et surtout depuis qu'Einstein a mis en valeur le principe de relativité.

## Les trajectoires de base
la trajectoire dépend du référentiel choisi
- le mouvement rectiligne (ou mouvement de translation) : la trajectoire est une droite
- le mouvement de rotation ou circulaire la trajectoire est un arc de cercle ou un cercle
- le mouvement curviligne : la trajectoire est quelconque

### D'autres trajectoires
- le mouvement vibratoire : mouvement d'un corps effectué de part et d'autre de sa position d'équilibre.
- le mouvement cycloïdal
- le mouvement brownien : mouvement aléatoire étudié à l'aide du calcul stochastique.
- le mouvement ellipsoïdal : généralisation du mouvement de rotation
- le mouvement parabolique
- le mouvement hyperbolique : généralisation du mouvement ellipsoïdal
- le mouvement hélicoïdal : une combinaison entre un mouvement rectiligne et un mouvement de rotation

## Vitesse du mouvement
- le mouvement uniforme : mouvement dont la vitesse (en norme) est constante.
- le mouvement ralenti : mouvement dont la vitesse diminue au cours du temps
- le mouvement accéléré : mouvement dont la vitesse augmente au cours du temps
- le mouvement varié : mouvement dont la vitesse varie au cours du temps

## Mouvements en géométrie
- le mouvement de translation
- le mouvement de rotation

## Source
- http://physiquereussite.fr/les-mouvements-en-mecanique-classique/